# Bahnstrecke Stendal–Uelzen
| Der Streckenverlauf Stendal–Uelzen | |                                            |                                            |
| Streckennummer (DB): | 6899 |                                            |                                            |
| Kursbuchstrecke (DB): | 305 |                                            |                                            |
| Kursbuchstrecke: | 187 (1934) 184g (Wieren – Uelzen 1934) 209 (1946) 209g (Wieren – Uelzen 1946) 750 (Berlin–Stendal–Oebisfelde 1968) |                                            |                                            |
| Spurweite: | 1435 mm (Normalspur)                                                                                               |                                            |                                            |
| Stromsystem: | 15 kV, 16,7 Hz ~                                                                                                   |                                            |                                            |
| Streckengeschwindigkeit: | 160 km/h |                                            |                                            |
| Zugbeeinflussung: | PZB |                                            |                                            |
| Zweigleisigkeit: | Hohenwulsch–Salzwedel Veerßen–Uelzen                                                                               |                                            |                                            |
| | |                                            |                                            |
| \| \| \| von Berlin \| \| \| \| \| von Tangermünde \| \| \| \| \| von Magdeburg \| \| \| \| −0,242 \| Stendal Hbf (Bft) \| Stendal Hbf (Bft) \| \| \| 1,000 \| Stendal Gbf (Bft) \| Stendal Gbf (Bft) \| \| \| \| nach Wittenberge \| \| \| \| \| nach Wolfsburg \| \| \| \| 9,100 \| Steinfeld (b Stendal) (1944 als Schönfeld) \| Steinfeld (b Stendal) (1944 als Schönfeld) \| \| \| 14,800 \| Kläden (Kr Stendal) \| Kläden (Kr Stendal) \| \| \| 20,000 \| Hohenwulsch (1944 als Bismark (Altm)) \| Hohenwulsch (1944 als Bismark (Altm)) \| \| \| \| nach Peulingen und nach Kalbe (Milde) \| \| \| \| 25,700 \| Meßdorf (bis 2017) \| Meßdorf (bis 2017) \| \| \| 32,000 \| Brunau-Packebusch \| Brunau-Packebusch \| \| \| 40,50 \| Fleetmark \| Fleetmark \| \| \| 45,000 \| Rademin \| Rademin \| \| \| \| von Osterburg \| \| \| \| 49,400 \| Pretzier (Altm) \| Pretzier (Altm) \| \| \| \| von Geestgottberg \| \| \| \| 53,500 \| ehem. Überwerfung \| ehem. Überwerfung \| \| \| \| von Dannenberg \| \| \| \| 56,000 \| Salzwedel Gbf (Bft) \| Salzwedel Gbf (Bft) \| \| \| \| nach Diesdorf (Altm) und Badel \| \| \| \| 57,100 \| Salzwedel (Bft) \| Salzwedel (Bft) \| \| \| \| nach Oebisfelde \| \| \| \| 70,200 \| Bergen (Dumme) \| Bergen (Dumme) \| \| \| 71,200 \| Landesgrenze Sachsen-Anhalt–Niedersachsen \| Landesgrenze Sachsen-Anhalt–Niedersachsen \| \| \| 72,000 \| Nienbergen \| Nienbergen \| \| \| 76,200 \| Schnega \| Schnega \| \| \| 82,700 \| Varbitz \| Varbitz \| \| \| 86,200 \| Soltendieck \| Soltendieck \| \| \| 90,300 \| Heuerstorf \| Heuerstorf \| \| \| 93,600 \| von Braunschweig \| von Braunschweig \| \| \| 93,700 \| Wieren \| Wieren \| \| \| \| Elbe-Seitenkanal \| \| \| \| 98,300 \| Stederdorf (Kr Uelzen) \| Stederdorf (Kr Uelzen) \| \| \| 104,146 \| Veerßen (Üst) \| Veerßen (Üst) \| \| \| \| \| \| \| \| \| von Hannover \| \| \| \| 106,700 \| Uelzen Gbf (Bft) \| Uelzen Gbf (Bft) \| \| \| 107,500 \| Uelzen \| Uelzen \| \| \| \| nach Langwedel–Bremen \| \| \| \| \| nach Dannenberg \| \| \| \| \| nach Hamburg \| \| | |                                            |                                            |
| Strecke | | von Berlin                                 | von Berlin                                 |
| Abzweig geradeaus und von links | | von Tangermünde                            | von Tangermünde                            |
| Abzweig geradeaus und von links | | von Magdeburg                              | von Magdeburg                              |
| Bahnhof | −0,242 | Stendal Hbf (Bft)                          | Stendal Hbf (Bft)                          |
| Dienststation / Betriebs- oder Güterbahnhof | 1,000 | Stendal Gbf (Bft)                          | Stendal Gbf (Bft)                          |
| Abzweig geradeaus und nach rechts | | nach Wittenberge                           | nach Wittenberge                           |
| Abzweig geradeaus und nach links | | nach Wolfsburg                             | nach Wolfsburg                             |
| Haltepunkt / Haltestelle | 9,100 | Steinfeld (b Stendal) (1944 als Schönfeld) | Steinfeld (b Stendal) (1944 als Schönfeld) |
| Bahnhof | 14,800 | Kläden (Kr Stendal)                        | Kläden (Kr Stendal)                        |
| Bahnhof | 20,000 | Hohenwulsch (1944 als Bismark (Altm))      | Hohenwulsch (1944 als Bismark (Altm))      |
| Abzweig geradeaus, nach links und ehemals nach rechts | | nach Peulingen und nach Kalbe (Milde)      | nach Peulingen und nach Kalbe (Milde)      |
| ehemaliger Haltepunkt / Haltestelle | 25,700 | Meßdorf (bis 2017)                         | Meßdorf (bis 2017)                         |
| Bahnhof | 32,000 | Brunau-Packebusch                          | Brunau-Packebusch                          |
| Haltepunkt / Haltestelle | 40,50 | Fleetmark                                  | Fleetmark                                  |
| Überleitstelle / Spurwechsel | 45,000 | Rademin                                    | Rademin                                    |
| Abzweig geradeaus und ehemals von rechts | | von Osterburg                              | von Osterburg                              |
| Haltepunkt / Haltestelle | 49,400 | Pretzier (Altm)                            | Pretzier (Altm)                            |
| Abzweig geradeaus und ehemals von rechts | | von Geestgottberg                          | von Geestgottberg                          |
| Kreuzung geradeaus oben (Querstrecke außer Betrieb) | 53,500 | ehem. Überwerfung                          | ehem. Überwerfung                          |
| Abzweig geradeaus und ehemals von links | | von Dannenberg                             | von Dannenberg                             |
| Dienststation / Betriebs- oder Güterbahnhof | 56,000 | Salzwedel Gbf (Bft)                        | Salzwedel Gbf (Bft)                        |
| Abzweig geradeaus und ehemals nach links | | nach Diesdorf (Altm) und Badel             | nach Diesdorf (Altm) und Badel             |
| Bahnhof | 57,100 | Salzwedel (Bft)                            | Salzwedel (Bft)                            |
| Abzweig geradeaus und ehemals nach links | | nach Oebisfelde                            | nach Oebisfelde                            |
| ehemaliger Bahnhof | 70,200 | Bergen (Dumme)                             | Bergen (Dumme)                             |
| Grenze | 71,200 | Landesgrenze Sachsen-Anhalt–Niedersachsen  | Landesgrenze Sachsen-Anhalt–Niedersachsen  |
| ehemaliger Bahnhof | 72,000 | Nienbergen                                 | Nienbergen                                 |
| Bahnhof | 76,200 | Schnega                                    | Schnega                                    |
| ehemaliger Haltepunkt / Haltestelle | 82,700 | Varbitz                                    | Varbitz                                    |
| Haltepunkt / Haltestelle | 86,200 | Soltendieck                                | Soltendieck                                |
| ehemaliger Haltepunkt / Haltestelle | 90,300 | Heuerstorf                                 | Heuerstorf                                 |
| Abzweig geradeaus und von links | 93,600 | von Braunschweig                           | von Braunschweig                           |
| Bahnhof | 93,700 | Wieren                                     | Wieren                                     |
| Tunnel bzw. Unterführung unter Wasserlauf | | Elbe-Seitenkanal                           | Elbe-Seitenkanal                           |
| Haltepunkt / Haltestelle, ehemals Bahnhof | 98,300 | Stederdorf (Kr Uelzen)                     | Stederdorf (Kr Uelzen)                     |
| Überleitstelle / Spurwechsel | 104,146 | Veerßen (Üst)                              | Veerßen (Üst)                              |
| Verschwenkung nach links und nach rechts | |                                            |                                            |
| Abzweig geradeaus und von links · Kreuzung geradeaus unten | | von Hannover                               | von Hannover                               |
| Dienststation / Betriebs- oder Güterbahnhof · Dienststation / Betriebs- oder Güterbahnhof | 106,700 | Uelzen Gbf (Bft)                           | Uelzen Gbf (Bft)                           |
| Bahnhof · Bahnhof | 107,500 | Uelzen                                     | Uelzen                                     |
| Strecke nach rechts · Strecke | | nach Langwedel–Bremen                      | nach Langwedel–Bremen                      |
| Abzweig geradeaus und nach links | | nach Dannenberg                            | nach Dannenberg                            |
| Strecke | | nach Hamburg                               | nach Hamburg                               |

Die Bahnstrecke Stendal–Uelzen ist eine meist eingleisige, elektrifizierte Hauptbahn und verbindet die Kreisstadt Stendal im Osten der Altmark in Sachsen-Anhalt mit der Kreisstadt Uelzen in Niedersachsen. Zwischen Hohenwulsch und Salzwedel ist die Strecke zweigleisig. Wichtigster Unterwegshalt ist Salzwedel.

## Geschichte

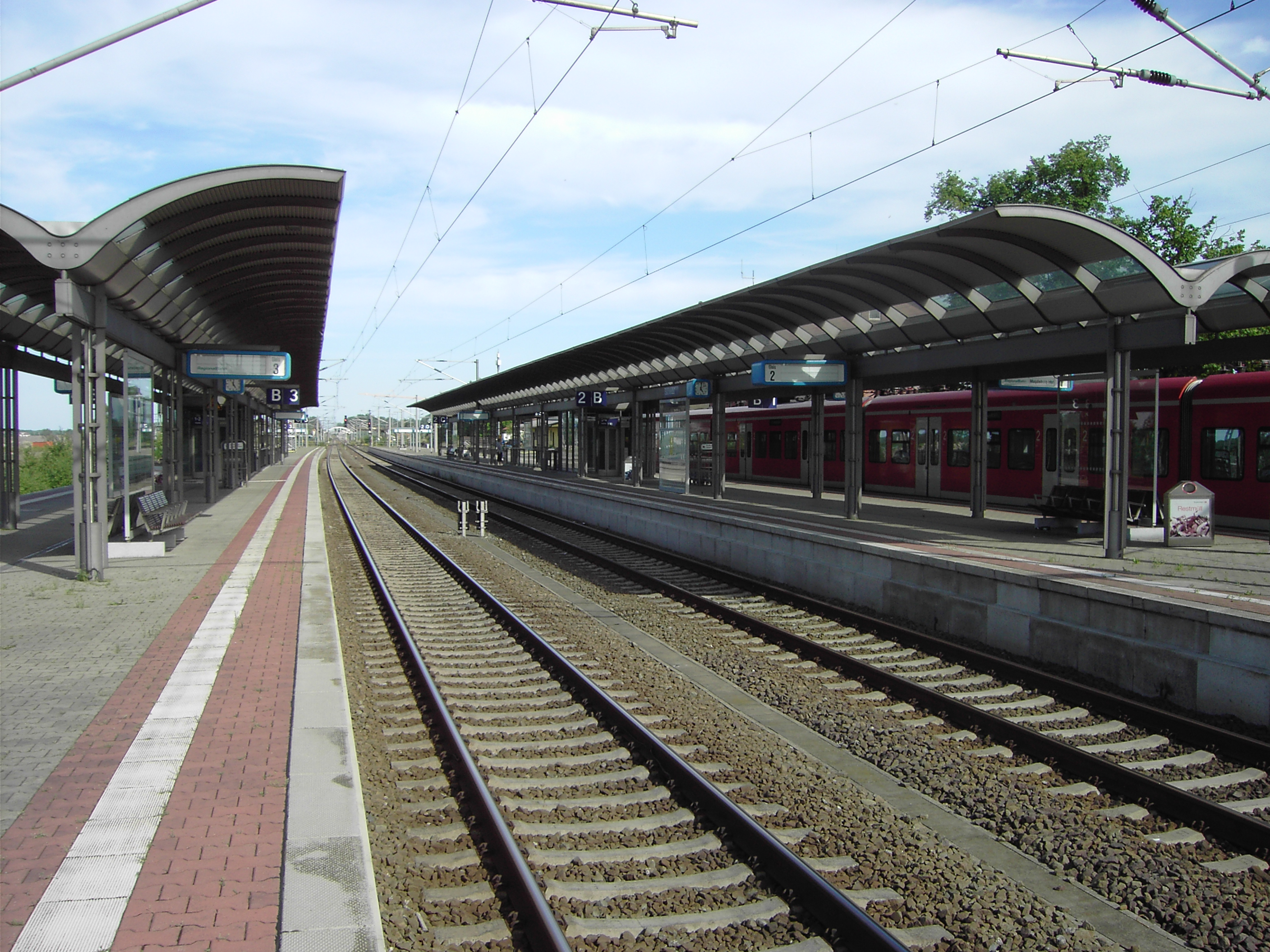
Renovierter Bahnhof Salzwedel

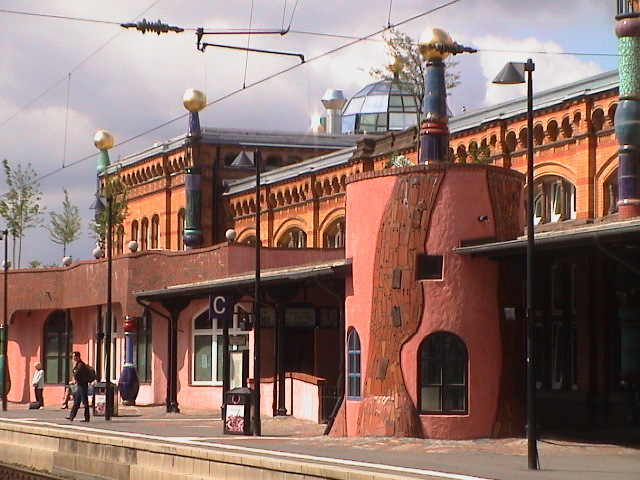
Der Hundertwasserbahnhof in Uelzen

Die Verbindung Stendal–Uelzen wurde ursprünglich am 15. April 1873 als Teil einer direkten Verbindung von Berlin zur Marinebasis Wilhelmshaven von der Magdeburg-Halberstädter Eisenbahn (MHE) eröffnet und als Teil der so genannten „Amerikalinie“ bekannt. Der Abschnitt Stendal–Salzwedel war bereits am 15. März 1870 in Betrieb gegangen.
1945 wurde die Strecke an der innerdeutschen Grenze unterbrochen. Westlich der Grenze wurde ein provisorischer Endpunkt in Nienbergen eingerichtet. Der Bahnhof Bergen (Dumme), benannt nach der in der britischen Besatzungszone gelegenen Stadt Bergen an der Dumme, befand sich bereits 1,2 Kilometer östlich der Grenze in Klein Grabenstedt. Auf westlicher Seite wurde in zwei Phasen von 1946 bis in die 1980er Jahre das bis dahin vorhandene zweite Streckengleis entfernt: Zuerst wurde der Abschnitt von Nienbergen bis Wieren eingleisig, später wurde dann auch zwischen Wieren und Uelzen das zweite Streckengleis abgebaut.
In der späteren DDR verkehrten zunächst zwischen Stendal und Bergen wieder Züge. Der Verkehr wurde aufgrund der Grenzsicherungsmaßnahmen – der Bahnhof Bergen lag nur 1200 Meter von der Grenze entfernt – am 7. Oktober 1951 zwischen Salzwedel und Bergen eingestellt. Zwischen Stendal und Salzwedel wurde ebenfalls eines der beiden Streckengleise zurückgebaut, da das Gleismaterial angeblich für den Bau des Berliner Außenrings benötigt wurde.

Verkehrsprojekte Deutsche Einheit (Übersichtskarte)

Nach der Öffnung der Grenze 1990 wurde der Wiederaufbau der Verbindung Stendal–Salzwedel–Uelzen in die Liste der Verkehrsprojekte Deutsche Einheit als Nr. 3 aufgenommen. Die auf der alten Trasse vollständig neu errichtete Strecke wurde im Jahr 1999 als eingleisige, elektrifizierte Hauptbahn wieder in Betrieb genommen. Die Strecke wurde darüber hinaus abschnittsweise saniert, so dass der Umbau mehrere Jahre in Anspruch nahm. Der 37 Kilometer lange Abschnitt zwischen Hohenwulsch und Salzwedel umfasst heute zwei Gleise, außerdem ist ein rund einen Kilometer langes Ausweichgleis westlich des früheren Bahnhofs Kläden vorhanden; der heutige Haltepunkt Kläden liegt dagegen ortsnäher, im eingleisigen Bereich östlich davon. Zudem wurden im Zuge der Verkehrsprojekte Deutsche Einheit alle Neben- und Ladegleise der Strecke zurückgebaut und die Kreuzungsmöglichkeiten so reduziert, dass Nahgüterverkehr auf dieser Strecke heute nicht mehr möglich ist.
Als Maßnahme des Sofortprogramms Seehafen-Hinterland-Verkehr wurde von Dezember 2012 bis November 2013 ein zweites Streckengleis im Uelzener Ortsteil Veerßen (Veerßer Kurve, Veerßer Bogen) östlich der Strecke Stendal–Uelzen gebaut, damit der aus Richtung Stendal kommende Schienenverkehr ohne Kreuzung der Strecke Hannover–Hamburg in Richtung Norden in diese einfahren kann.

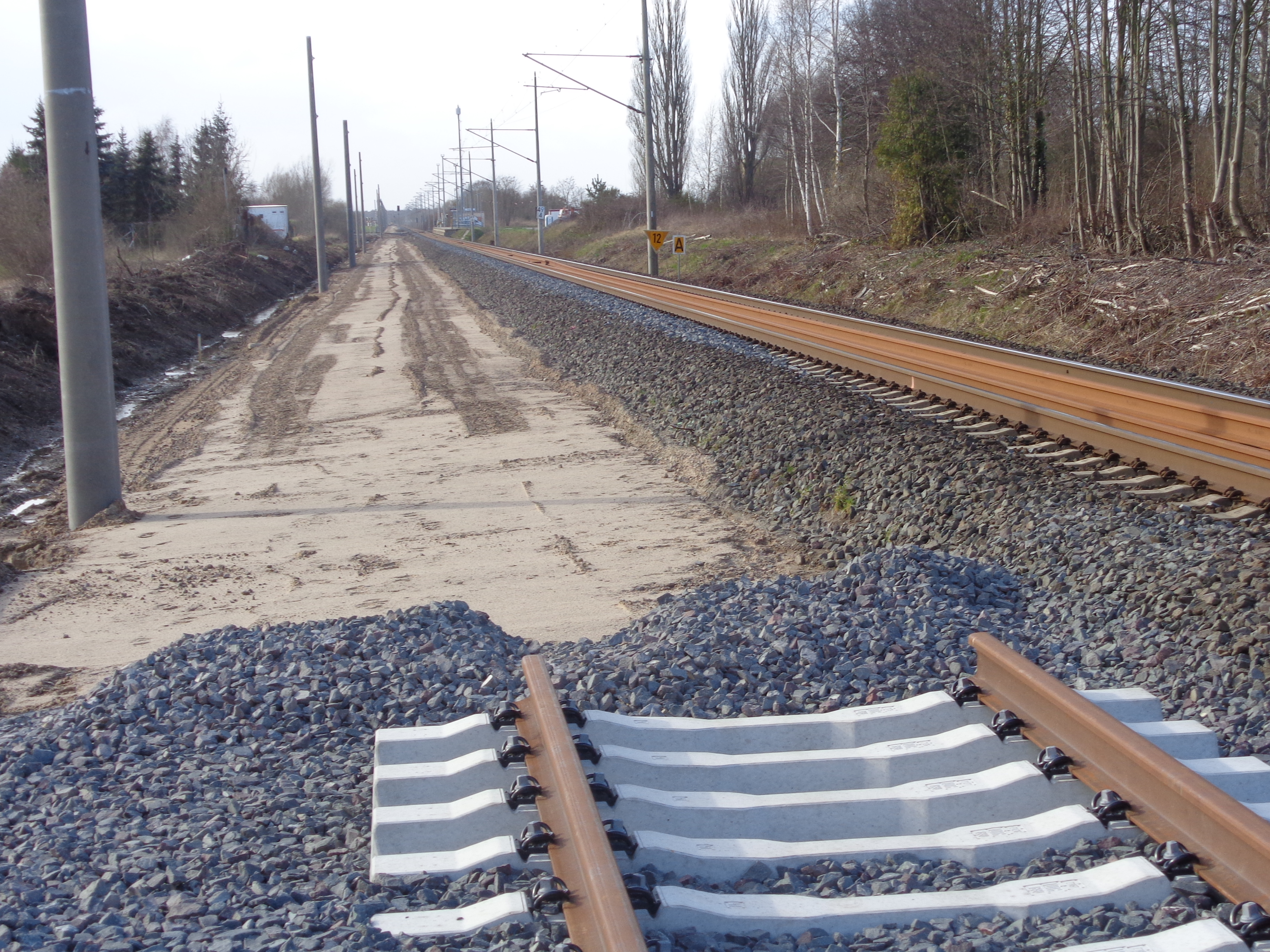
Ausbau bei Pretzier (2015)

Im Juli 2013 schrieb die Deutsche Bahn den zweigleisigen Ausbau des Abschnitts Stendal–Salzwedel europaweit aus. Mitte März 2014 folgte die Ausschreibung für den zweigleisigen Ausbau der Abschnitte Hohenwulsch–Brunau-Packebusch und Rademin–Salzwedel mit einer Gesamtlänge von 22 Kilometer.
Ende 2014 begannen die Arbeiten zur ersten Baustufe des zweigleisigen Ausbaus der Eisenbahnstrecke Stendal–Uelzen. Nachdem vorbereitende Arbeiten bereits ausgeführt waren, wurde 2015 der bisher bestehende, rund dreizehn Kilometer lange zweigleisige Begegnungs- und Überholungsabschnitt zwischen Brunau-Packebusch und Rademin in östlicher und westlicher Richtung verlängert. Das betrifft die Streckenabschnitte zwischen Hohenwulsch und Brunau-Packebusch sowie zwischen Rademin und Salzwedel. Wie im Juli 2015 bekannt wurde, verschob sich die Inbetriebnahme der zweigleisigen Ausbauten wegen Planungsfehlern an Bahnübergängen. Für beide Streckenabschnitte wurden auf insgesamt etwa 21 Kilometern ein zweites Gleis mit Fahrleitungsanlage eingebaut und ein zweiter Bahnsteig in Pretzier errichtet. Der Streckenabschnitt Hohenwulsch – Brunau-Packebusch wurde im Oktober 2017 in Betrieb genommen, der Streckenabschnitt Rademin – Salzwedel Ende 2018. Der Ausbau wurde auf etwa 57 Millionen Euro geschätzt. Er ist Bestandteil eines neuen „Ostkorridors“ für den Seehafenhinterlandverkehr. Die Fertigstellung der durchgehenden Zweigleisigkeit zwischen Stendal und Uelzen ist für 2028 vorgesehen. Erschwerend wirkt, dass bei der Sanierung in den 1990er Jahren bis auf die Gleislage kaum Rücksicht auf den zweigleisigen Zustand genommen wurde.
Die Strecke soll im Zuge des „Starterpakets“ der Digitalen Schiene Deutschland als Teil des TEN-Kernnetzkorridors Skandinavien–Mittelmeer bis 2030 mit digitalen Stellwerken und ETCS ausgerüstet werden. Ein im August 2021 veröffentlichter Entwurf für die Infrastrukturliste zum 3. Gutachterentwurfs des Deutschlandtakts enthält eine „Zweigleisigkeit Veerßen – Uelzen In der Relation Uelzen – Stendal“. Dafür sind, zum Preisstand von 2015, Kosten von 45 Millionen Euro geplant. Die Strecke soll im Jahr 2028 generalsaniert werden. Dabei soll auch der zweigleisige Ausbau erfolgen.

## Streckenverlauf
In Stendal zweigt die Bahnstrecke von der Bahnstrecke Berlin–Lehrte nordwestlich ab und führt zunächst geradlinig durch die nördliche Altmark. Bei Salzwedel wendet sich die Strecke wieder westwärts, überschreitet die ehemalige innerdeutsche Grenze und überwindet in Bögen die Südausläufer des Drawehn. Bei Wieren führt sie durch die Senke der Aue und durch das Uelzener Becken in die Hansestadt Uelzen.

## Betrieb
Im Fahrplanjahr 2020 verkehrten im Zweistundentakt Züge der Regionalexpresslinie RE 20 zwischen Uelzen und Stendal und ebenfalls zweistündlich die RB 32 zwischen Salzwedel und Stendal, die wochentags teilweise stündlich verkehrten.
Beide Linien werden von DB Regio betrieben. Die RE-Züge fahren als lokbespannte Züge meist mit Lokomotiven der Baureihe 146.0 und Doppelstockwagen, für die RB-Züge werden Elektrotriebwagen der Baureihe 425 eingesetzt. Zwischen Uelzen und Wieren fahren zudem im Stundentakt die Züge der Linie RB 47 Uelzen–Braunschweig von erixx wenige Minuten nach den RE 20 (unabhängig von der Richtung, da die Linie RE 20 eine abweichende Symmetrieminute hat). Bis zum 13. Dezember 2014 befuhr der Eurocity EuroCity „Wawel“, ein Zugpaar der Relation Hamburg–Berlin–Breslau–Krakau die Strecke und von April 2014 bis zur COVID-19-Pandemie 2020 war hier der Interregio-Express zwischen Hamburg und Berlin unterwegs. Bei betrieblichen Störungen auf der Fernverbindung Hamburg–Berlin über Wittenberge wird häufig über Uelzen und Stendal umgeleitet. Im November und Dezember 2022 diente die Strecke für die nach dem Eisenbahnunfall von Leiferde gesperrte Schnellfahrstrecke Hannover–Berlin aufgrund von gleichzeitigen baustellenbedingten Sperrungen auf der Weddeler Schleife und der Bahnstrecke Braunschweig–Magdeburg als Umleitungsstrecke.
Seit der Fertigstellung des zweiten Gleises wird der Haltepunkt Meßdorf nicht mehr bedient. Der Bau eines zweiten Bahnsteigs lohnte sich angesichts von nur 30 Ein- und Aussteigern pro Tag nicht. Allerdings wurde der Haltepunkt formal nicht stillgelegt. Die von der Nahverkehrsservice Sachsen-Anhalt (NASA) in Erwägung gezogene ersatzlose Abbestellung der zweistündlichen Regionalbahn RB 32 wird dagegen vorerst nicht vollzogen. Dies hätte außerdem eine Schließung der Stationen Steinfeld, Kläden, Brunau-Packebusch und Pretzier bedeutet. Die RE werden täglich von 1200, an Wochenenden von 1400 Fahrgästen genutzt, die RB von 200 bis 300. Mit dem Fortschreiten des zweigleisigen Ausbaus soll 2025 der Haltepunkt Steinfeld geschlossen werden, der Haltepunkt Kläden bleibt dagegen erhalten.
Mit Inkrafttreten des neuen Fahrplanes am 10. Dezember 2023 wurde das Betriebskonzept verändert, es trägt die Bezeichnung »Altmärker Y«. In diesem neuen Konzept wird die Linie RE20 von Montag bis Freitag auf einen Stundentakt verdichtet und von Magdeburg bis Schönebeck-Bad Salzelmen verlängert. Durch die Anpassung der Fahrzeiten ergibt sich zwischen Stendal und Schönebeck-Bad Salzelmen von Montag bis Freitag ein glatter Halbstundentakt, da die S1 der S-Bahn Mittelelbe in diesem Abschnitt zusätzlich verkehrt. Außerdem bedient die Linie RE20 zwischen Stendal und Uelzen alle Zwischenhalte und ersetzt somit die bisher zweistündlich verkehrende Linie RB32. Zwischen Stendal und Magdeburg werden weiterhin nur einzelne Halte bedient. An Wochenenden verkehrt der RE20 dabei nur alle 120 Minuten zwischen Magdeburg Hauptbahnhof und Uelzen, die Haltestellenpolitik ist dabei analog zu der von Montag bis Freitag. Zur Verdichtung des Angebotes wird Samstag und Sonntag zusätzlich die Linie RE19 angeboten, diese verkehrt zwischen Magdeburg Hauptbahnhof und Uelzen im Zweistundentakt und bietet – dank weniger Halten entlang der Stecken – eine beschleunigte Reisezeit zwischen Magdeburg, Stendal und Uelzen. Die Züge der Linie RE19 halten dabei ausschließlich in Magdeburg-Neustadt, Stendal Hauptbahnhof, Hohenwulsch, Salzwedel, Schnega, Soltendieck, Wieren und Stederdorf. Gemeinsam mit dem RE20 kann so zwischen Uelzen, Stendal und Magdeburg an Wochenenden ein Stundentakt angeboten werden. Beide Linien verkehren dabei planmäßig mit drei Doppelstockwagen und einer elektrischen Lokomotive der Reihe 146.0.